# パブリック・アクセス (映画)
『パブリック・アクセス』（原題：Public Access）は、1993年のアメリカ映画。ブライアン・シンガー監督のデビュー作である。

## ストーリー
アメリカのある田舎町にワイリー・プリッチャーと名乗る男が現れ、町のケーブルテレビの枠を1時間買い取り、『私たちの町』という名の番組の放送を開始した。その番組は町の問題点を問いかけるという視聴者参加型の番組だった。やがて、番組へ町民からの意見が多く寄せられるようになり、番組は大いに盛り上がるようになったのだが、一方で、皆が告発しあうようになって徐々に秩序が乱れてゆく。

## キャスト
- ロン・マークエット
- ディナ・ブルックス
- バート・ウィリアムズ
- エリザベス・インス

## 受賞
- 1993年サンダンス映画祭 - グランプリ